# Mistrovství Československa v krasobruslení 1979
Mistrovství Československa v krasobruslení 1979 se konalo 5. ledna až 7. ledna 1979 v Bratislavě.

## Medaile
| Kategorie      | Zlato                               | Zlato      | Stříbro                  | Stříbro     | Bronz                    | Bronz       |
| Muži           | Miroslav Šoška                      | 7 – 143,78 | Jozef Sabovčík           | 14 – 142,04 | Josef Šenk               | 24 – 134,62 |
| Ženy           | Renata Baierová                     | 7 – 144,08 | Hana Veselá              | 17 – 137,02 | Eva Ďurišinová           | 19 – 136,02 |
| Sportovní páry | Ingrid Spieglová Alan Spiegl        | 5 – 76,74  | D. Kostková Jozef Komár  | 12 – 71,30  | Thýnová Burian           | 13 – 70,38  |
| Taneční páry   | Liliana Řeháková Stanislav Drastich | 7 – 151,76 | Anna Pisánská Jiří Musil | 16 – 143,28 | Jindra Holá Karol Foltán | 19 – 141,30 |

- čísla udávají celkové hodnocení, první za přednes a druhá počet bodů